# Poise
Das Poise (P) [pwɑːz] ist eine nichtgesetzliche Einheit der dynamischen Viskosität, benannt nach dem französischen Physiker und Mediziner Jean Léonard Marie Poiseuille. Das Poise gehört dem CGS-Einheitensystem an und ist definiert als
{\displaystyle 1\ \mathrm {P} =1\,\mathrm {\frac {g}{cm\cdot s}} .}
Das Poise ist häufig mit Präfix als Zentipoise (cP; auch cp, CPs oder cps) anzutreffen, da die Viskosität von Wasser bei Raumtemperatur ziemlich genau 1 cP beträgt und somit die Viskosität vieler wasserbasierter Substanzen in dieser Größenordnung liegt.
Im amtlichen und geschäftlichen Verkehr ist seit 1978 die SI-Einheit Pascal-Sekunde (Pa·s) zu verwenden. Die Umrechnung lautet:
{\displaystyle 1\ \mathrm {P} =0{,}1\,\mathrm {\frac {kg}{m\cdot s}} =0{,}1\ \mathrm {Pa\cdot s} .}
Daher wird manchmal die Bezeichnung „Dekapoise“ (daP) als Synonym für Pascalsekunde verwendet.
Eine weitere Einheit der Viskosität in angelsächsischen Ländern war das Reyn.